# Stefan Grand Prix
Stefan Grand Prix was een Servisch Formule 1-team dat wilde deelnemen aan het wereldkampioenschap Formule 1 in 2010. Aangezien ze geen startbewijs konden bemachtigen, gaven ze de moed niet op en kochten ze op 29 januari alle plannen op van het voormalig Formule 1-team Toyota, dat al ontwerpen had gemaakt voor het seizoen 2010. Toyota zou Stefan Grand Prix ook technisch ondersteunen en helpen. Aangezien Stefan GP geen startbewijs kon bemachtigen voor het seizoen 2010 beëindigde ze de samenwerking met Toyota.
Op de eerste wedstrijd van het nieuwe seizoen (de Grand Prix van Bahrein) zou Stefan Grand Prix aanwezig zijn, met een container vol materiaal, een Formule 1-auto (Stefan S-01, die werd aangedreven door een (Toyota) Stefan RG-01 motor) en twee rijders, ook al hadden ze geen startbewijs. Stefan Grand Prix zou hiermee geschiedenis schrijven. Op 3 maart werd echter bekend dat ze niet aan het seizoen 2010 mochten deelnemen en dus ook niet naar Bahrein afreisden.
Hun auto had alle FIA-verplichte crashtests al ondergaan en was hiervoor geslaagd. Ze hadden deze nog niet kunnen testen omdat een eerdere test niet kon doorgaan, omdat ze geen banden konden regelen om op te testen. Hierna werd er een akkoord bereikt met Avon, die in het verleden nog aan A1GP banden heeft geleverd.